# Corrente alternata

Corrente alternata (in verde). L'asse orizzontale misura il tempo; l'asse verticale misura la tensione o l'intensità.

La corrente alternata (CA o AC dall'inglese: Alternating Current) è un tipo di corrente elettrica variabile nel tempo, nella quale il flusso di carica elettrica nel conduttore inverte la propria direzione (corrente bidirezionale) periodicamente nel tempo. Al confronto, la corrente continua (linea rossa in figura) ha un flusso di carica unidirezionale e costante nel tempo.
In elettrotecnica, il flusso della corrente alternata inverte la propria direzione con un ritmo imposto a frequenza fissa, di 50 Hz (Europa e altri paesi) o 60 Hz (USA e altri paesi), adottato nei vari sistemi di produzione, trasmissione e distribuzione di energia elettrica, diffusi globalmente pressoché ovunque.
L'inversione di direzione però non avviene in modo repentino (o istantaneo), ma con una variazione ciclica e progressiva, secondo un andamento chiamato sinusoidale, nel quale il valore di corrente parte da zero e gradualmente aumenta (in un determinato verso), raggiungendo il suo valore massimo per poi diminuire fino a zero e riprendere nel verso opposto col medesimo andamento; quindi il ciclo si ripete. Riportando su un grafico i valori assunti dalla grandezza elettrica nel tempo (tensione e/o intensità), si ottiene una sinusoide (linea verde in figura) da cui scaturisce il termine "onda sinusoidale". Le caratteristiche di variazione progressiva sopracitate derivano direttamente dalla struttura fisica dei generatori elettrici rotanti, che producono l'energia per l'attraversamento di campi magnetici rotanti.

## Storia
Il primo alternatore a produrre corrente alternata fu un generatore elettrico basato sui principi di Michael Faraday costruito dal costruttore di strumenti francese Hippolyte Pixii nel 1832. Pixii in seguito aggiunse un commutatore al suo dispositivo per produrre la corrente continua (allora) più comunemente usata.
La prima applicazione pratica registrata della corrente alternata è di Guillaume Duchenne, inventore e sviluppatore dell'elettroterapia. Nel 1855 annunciò che la corrente alternata era superiore alla corrente continua per l'attivazione elettroterapeutica delle contrazioni muscolari.
Nel 1876, l'ingegnere russo Pavel Yablochkov inventò un sistema di illuminazione in cui venivano installati gruppi di bobine di induzione lungo una linea CA ad alta tensione. Invece di cambiare la tensione, gli avvolgimenti primari trasferivano potenza agli avvolgimenti secondari che erano collegati a una o più "candele elettriche" (lampade ad arco) di sua progettazione, l'accorgimento evitava che in caso di guasto di una lampada, si disattivasse l'intero circuito.
I sistemi a corrente alternata furono sviluppati quindi in Europa fra il 1878 e il 1885, Dopo il 1885 la Westinghouse assunse Stanley, Oliver Shallenberger, Benjamin Lamme, e altri per costruire sistemi CA nel Nordamerica.

### Altri pionieri
- Nel 1878, la fabbrica Ganz Works di Budapest, Ungheria, iniziò a produrre apparecchiature per l'illuminazione elettrica e, nel 1883, aveva installato oltre 50 sistemi in Austria-Ungheria. I loro sistemi CA utilizzavano lampade ad arco e a incandescenza, generatori e altre apparecchiature.[5] Nel 1885 Károly Zipernowsky, Ottó Bláthy e Miksa Déri (ZBD) descrissero due progetti con circuiti magnetici chiusi in cui gli avvolgimenti di rame erano avvolti attorno a un nucleo ad anello di fili di ferro oppure circondati da un nucleo di fili di ferro. In entrambi i modelli, il flusso magnetico che collega gli avvolgimenti primario e secondario viaggiava quasi interamente entro i confini del nucleo di ferro, senza alcun percorso intenzionale attraverso l'aria (vedi nuclei toroidali). I nuovi trasformatori erano 3,4 volte più efficienti dei dispositivi bipolari a nucleo aperto di Lucien Gaulard e Gibbs.[6] I brevetti ZBD includevano altre due importanti innovazioni: una riguardante l'uso di carichi di utilizzo collegati in parallelo, anziché in serie, l'altra riguardante la possibilità di avere trasformatori ad alto rapporto di spire tali che la tensione di rete di alimentazione potesse essere molto più alta. Ottó Bláthy inventò anche il primo tester di corrente alternata.[7][8] Nel 1886, gli ingegneri della ZBD progettarono la prima centrale elettrica al mondo che utilizzava generatori di corrente alternata per alimentare una rete elettrica comune collegata in parallelo, la centrale a vapore di Roma-Cerchi. L'affidabilità della tecnologia CA ricevette slancio dopo che la Ganz Works elettrizzò una grande metropoli europea, Roma, nel 1886.[9]
- Nel Regno Unito, Sebastian Ziani de Ferranti, di origini italiane, che aveva sviluppato generatori CA e trasformatori a Londra dal 1882, ha riprogettato il sistema CA presso la centrale elettrica della Grosvenor Gallery nel 1886 per la London Electric Supply Corporation (LESCo), compresi alternatori di sua progettazione e trasformatore disegni simili a Gaulard e Gibbs.[5] Nel 1890 progettò la loro centrale elettrica a Deptford[10] e convertì la stazione della Grosvenor Gallery attraverso il Tamigi in una sottostazione elettrica, mostrando il modo per integrare gli impianti più vecchi in un sistema di alimentazione CA universale.[5]
- Negli Stati Uniti, William Stanley Jr. progettò uno dei primi dispositivi pratici per trasferire l'alimentazione CA in modo efficiente tra circuiti isolati. Utilizzando coppie di bobine avvolte su un nucleo di ferro comune, il suo progetto, chiamato bobina di induzione, era uno dei primi trasformatori. Stanley lavorò anche all'ingegneria e all'adattamento di progetti europei come il trasformatore Gaulard e Gibbs per l'imprenditore statunitense George Westinghouse che iniziò a costruire sistemi CA nel 1886. La diffusione di Westinghouse e altri sistemi CA provocò un respingimento alla fine del 1887 da parte di Thomas Edison (sostenitore della corrente continua) che ha tentato di screditare la corrente alternata in quanto considerata troppo pericolosa in una campagna pubblica denominata "guerra delle correnti".
- Nel 1885 Galileo Ferraris scoprì il campo magnetico rotante, generato da due bobine fisse, ortogonali e percorse da correnti alternate della stessa frequenza e sfasate di 90°. Fra il 1885 ed il 1888 Ferraris portò avanti una serie di scoperte, fra cui alcune relative ai generatori trifase, scrivendo numerose pubblicazioni scientifiche sull'elettromagnetismo. Il 18 marzo 1888 la scoperta di Galileo Ferraris del campo magnetico rotante fu esposta ufficialmente in una nota presentata all'Accademia delle Scienze di Torino e pubblicata il 22 aprile; in seguito, l'8 dicembre di quell'anno, Nikola Tesla pubblicherà un suo progetto per un motore a corrente alternata, questo darà inizio ad un caso giudiziario in cui Tesla fu accusato di frode.[11]
- Anche August Haselwander e C.S. Bradley (un ex impiegato di Edison) concorrevano all'invenzione del generatore AC trifase (1887). Il progetto è stato ulteriormente sviluppato nella moderna forma da Mikhail Dolivo-Dobrovolsky, Charles Eugene Lancelot Brown e Jonas Wenström.

Fattore fondamentale per la affermazione della corrente alternata fu la sua facilità di "trasformazione" (modifica) della differenza di potenziale (tensione elettrica). La corrente può essere trasportata su lunghe distanze con tensioni molto elevate con eccellenti rendimenti e poche dispersioni; quindi possono, con trasformatori statici, strutturalmente semplici ed efficienti, essere ridotte a tensioni minime per la distribuzione minuta di utilizzo. La trasformazione della corrente continua a diverse tensioni è meno efficiente e molto più complessa.

## Reti di distribuzione della corrente alternata

Mappa mondiale colorata secondo le tensioni e frequenze dell'energia elettrica negli impianti di distribuzione per uso domestico

La distribuzione elettrica è l'ultima fase nel processo di consegna dell'elettricità all'utente finale dopo la produzione e la trasmissione, solitamente utilizzando tensioni più elevate per la trasmissione, ma mantenendo la stessa frequenza.
Attualmente nel mondo l'energia elettrica alternata è distribuita in due frequenze, 50 Hz (Europa, Asia, Africa) e 60 Hz (America, parte del Giappone), ed inoltre a diverse tensioni (vedi standard elettrici nel mondo). La frequenza della corrente alternata è determinata dal regime di rotazione standard dei generatori. Le reti a frequenza diversa non possono essere interconnesse tra loro, e di norma riguardano territori, o campi di produzione-utilizzo, tra loro separati.
In Europa l'energia elettrica viene distribuita sotto forma di corrente alternata sinusoidale a frequenza costante di 50 Hz. Tale valore può risentire di picchi di consumo nella rete elettrica (nel qual caso tende ad essere più basso), o di sovrapproduzione (diventando di frequenza maggiore); dal momento che tali variazioni di frequenza possono condizionare negativamente il funzionamento degli apparecchi collegati - o guastarli - ci sono appositi sistemi che vengono attivati per cercare di mantenere comunque la frequenza il più vicino possibile al valore nominale, pur in presenza di eccessivi sbilanciamenti tra produzione e consumi.

## Funzionamento
L'utilizzo della corrente alternata deriva dal fatto che:
- il trasporto (soprattutto su lunghe distanze) di elevate potenze elettriche è molto efficiente se effettuato ad elevate tensioni, queste ultime raggiungibili abbastanza facilmente con l'utilizzo di trasformatori;
- gli alternatori sono costruttivamente più semplici e hanno rendimento più elevato rispetto alle dinamo;
- in corrente continua non è possibile sfruttare i vantaggi di un sistema trifase.

### Conversione tra corrente continua e alternata
Quasi tutti gli apparecchi utilizzatori elettronici funzionano in corrente continua ma questa può essere ottenuta, dalla corrente alternata, mediante un semplice raddrizzatore.
Per contro dalla corrente continua è possibile ottenere corrente elettrica alternata, generata in opportuni parametri di frequenza, forma d'onda e tensione mediante dispositivi elettronici detti inverter per il fatto di produrre effetti inversi al raddrizzatore.
Gli inverter tradizionalmente costituiti da apparati elettronici discreti (on/off) hanno difficoltà a riprodurre la perfetta e continua onda sinusoidale, ma producono facilmente solo onde quadre, che a potenze significative inducono fenomeni parassiti di frequenze spurie, dispersioni di energia e rumorosità, che sono inefficienti e dannosi per gli apparati. Sono quindi necessarie aggiunte di modulazioni complesse che avvicinino l'onda alla forma sinusoidale, che è funzionalmente ottimale.
L'inverter è un componente fondamentale di un impianto fotovoltaico connesso alla rete di distribuzione. Infatti i moduli fotovoltaici producono corrente continua, e per immettere in rete tutta o parte della produzione elettrica risultante, deve essere opportunamente convertita in corrente alternata e sincronizzata a quella della rete, per contribuire alla cosiddetta generazione distribuita.

## Regime sinusoidale
L'elettricità comunemente distribuita e utilizzata in elettrotecnica ha una forma d'onda sinusoidale perché tale andamento deriva direttamente dal modo di operare degli alternatori e dalle leggi dell'induzione elettromagnetica. Dunque la forza elettromotrice prodotta da un alternatore ha la forma:
{\displaystyle f(t)=F_{0}\sin(\omega t+\phi )\;}
dove {\displaystyle F_{0}} è il valore massimo della forza elettromotrice cioè l'ampiezza dell'oscillazione, {\displaystyle \omega } è la pulsazione, legata al periodo T e alla frequenza {\displaystyle \nu }:
{\displaystyle {\omega }={\frac {2\pi }{T}}} e {\displaystyle \omega ={\nu }{2\pi }}
L'intensità della corrente alternata deve avere la stessa forma:
{\displaystyle i(t)=I_{0}\sin(\omega t+\phi )\;}
Ma una grandezza sinusoidale ha valore medio nullo, su un periodo T. Per questo motivo, la grandezza misurabile è il suo valore efficace o effettivo, inteso come il valore quadratico medio:
{\displaystyle I_{rms}^{2}={\frac {1}{T}}\int _{t}^{t+T}i^{2}(t)\ dt}
dalla quale si ottiene che il valore efficace {\displaystyle I_{eff}}, indicato come {\displaystyle I_{rms}} nella letteratura inglese (rms sta per root mean square che si traduce, appunto, in valore quadratico medio), è legata al suo valore massimo {\displaystyle I_{0}}:
{\displaystyle I_{rms}={\sqrt {{\frac {1}{T}}\int _{t}^{t+T}I_{0}^{2}\sin ^{2}(\omega t)dt}}={\frac {I_{0}}{\sqrt {2}}}}
Per la tensione {\displaystyle V_{eff}}, ovvero {\displaystyle V_{rms}} come indicato nella letteratura inglese, si ha:
{\displaystyle V_{rms}={\sqrt {{\frac {1}{T}}\int _{t}^{t+T}V_{0}^{2}\sin ^{2}(\omega t)dt}}={\frac {V_{0}}{\sqrt {2}}}}
La tensione efficace {\displaystyle V_{rms}} permette di scrivere il modulo della potenza complessa come
{\displaystyle |{\bar {P}}|=V_{rms}I_{rms}}
con un'espressione simile a quella ({\displaystyle P=VI}) che si scriverebbe in regime costante (chiamato anche corrente continua).
Considerando quindi un bipolo rispetto al quale tensione e intensità siano perfettamente in fase (un bipolo quindi puramente resistivo) si può affermare che rappresentano, numericamente, i valori di tensione e intensitò che, in regime costante, dissiperebbero per effetto Joule una potenza equivalente alla potenza media dissipata in regime sinusoidale, dallo stesso bipolo resistivo sottoposto a una corrente sinusoidale di ampiezza, rispettivamente, {\displaystyle V_{0},I_{0}}.

Grafico del valore della tensione effettiva
1) tensione di picco
2) tensione picco picco
3) valore efficace
4) periodo

Nel grafico a lato, viene raffigurata la forma della sinusoide indicata dalla linea rossa.
Per esempio, la normale tensione elettrica domestica monofase ha {\displaystyle V_{rms}} = {\displaystyle V_{eff}} = 230 V, per cui si ha una tensione di picco {\displaystyle V_{0}} = {\displaystyle V_{p}} = 325,27 V, questo valore è ricavabile moltiplicando la tensione efficace (valore nominale della rete elettrica) per {\displaystyle {\sqrt {2}}} (approssimabile a 1,41); mentre, la tensione picco-picco {\displaystyle 2V_{0}} = {\displaystyle V_{pp}} = 650,54 V si ottiene moltiplicando il valore della tensione efficace per {\displaystyle 2{\sqrt {2}}} (approssimabile a 2,83).
Questi valori sono importanti per verificare la compatibilità/capacità di un isolante o di un dispositivo (componente elettronico) nel supportare tali tensioni.

## Metodo simbolico
Il metodo simbolico è il metodo usato in pratica quando si ha a che fare con grandezze sinusoidali, perché è immediato e ha la caratteristica di formalizzare le leggi dei circuiti in corrente alternata, in analogia a quelle già viste per i circuiti in corrente continua.
Le grandezze fisiche espresse con il metodo simbolico sono numeri complessi che hanno però una frequenza medesima: in effetti a livello pratico le grandezze con cui si ha a che fare sono isofrequenziali. Ricordando i numeri complessi, una grandezza può esprimersi algebricamente come:
{\displaystyle z=a_{1}+ia_{2}}
dove {\displaystyle |z|={\sqrt {a_{1}^{2}+a_{2}^{2}}}} è il modulo del numero complesso e {\displaystyle {\frac {a_{2}}{a_{1}}}={\frac {\sin \phi }{\cos \phi }}=\tan \phi } dove {\displaystyle \phi } è detto argomento o anomalia, nel nostro caso è la fase. Grazie a ciò possiamo esprimere lo stesso numero complesso come:
{\displaystyle z=|z|(\cos \phi +i\sin \phi )}
Usando la Formula di Eulero, possiamo esprimere lo stesso numero complesso in forma esponenziale:
{\displaystyle z=|z|e^{i\phi }}
Grazie a questo formalismo una grandezza sinusoidale si può esprimere simbolicamente come:
- corrente elettrica alternata:

{\displaystyle {\bar {I}}(t)=I_{\max }\sin(\omega t)}
- tensione alternata:

{\displaystyle {\bar {V}}(t)=V_{\max }\sin(\omega t)}
dove {\displaystyle V_{\max },I_{\max }} sono le ampiezze come specificato sopra e dove non si tiene conto della fase individuale.
Facciamo un esempio del solo circuito puramente resistivo soggetto a tensione sinusoidale:
{\displaystyle v(t)=V_{\max }\sin(\omega t)={\bar {V}}}
Attraverso la resistenza il generatore fa passare una corrente alternata pari a:
{\displaystyle i(t)={\frac {V_{\max }\sin(\omega t)}{R}}={\bar {I}}}
In definitiva grazie all'uso della notazione simbolica:
{\displaystyle {\bar {I}}={\frac {\bar {V}}{R}}}
la relazione tra intensità e tensione, rimane analoga alla Legge di Ohm in corrente continua.

## Misura della tensione in corrente alternata
Molti strumenti di misura, tra cui i multimetri più economici, sono costruiti per calcolare il valore efficace (in inglese RMS) di una tensione sinusoidale raddrizzata misurandone il valore medio o il valore massimo: l'indicazione è corretta solo se il segnale ha forma d'onda perfettamente sinusoidale, mentre è errata tanto più il segnale è distorto cioè ricco di armoniche (per esempio si allontana molto anche solo se al segnale sinusoidale è sovrapposto uno continuo).
Gli strumenti che misurano il vero valore efficace sono contraddistinti dalla sigla true RMS.